# Cuna (Monteroni d'Arbia)
Cuna è una frazione del comune italiano di Monteroni d'Arbia, nella provincia di Siena, in Toscana.
Complessivamente conta circa 500 abitanti: 70 abitanti nel borgo di Cuna e 445 presso la località moderna di More di Cuna.

## Storia
Antica località di origine alto-medievale, qui sorgeva uno spedale per l'ospitalità di pellegrini e mercanti che transitavano lungo la via Francigena. Il luogo fu donato da Ranieri di Prezzulla allo spedale di Santa Maria della Scala di Siena nel 1224, che vi edificò la chiesa parrocchiale e la struttura fortificata della Grancia. Ben tre papi sono ricordati aver sostato e pernottato presso la Grancia di Cuna: il primo fu Urbano VI nel 1386, poi Martino V nel 1420 e infine Paolo III nel 1541.
Durante la guerra di Siena, la fortezza di Cuna fu una delle principali roccaforti difensive, sotto il comando del capitano Mazzangone, contro l'esercito austro-ispanico; tuttavia, nonostante le resistenze, Cuna fu presa e saccheggiata nel luglio del 1554. Nel 1640 morì a Cuna il nobile francese Carlo I di Guisa, duca di Guisa.
Cuna contava 356 abitanti nel 1833.

## Monumenti e luoghi d'interesse
- Chiesa dei Santi Giacomo e Cristoforo, chiesa principale della frazione,[3] è di origine alto-medievale ed è stata ricostruita dopo il 1310. All'interno conserva tre pregevoli affreschi del XIV secolo raffiguranti la Madonna col Bambino e santi, la Presentazione al Tempio e una Adorazione dei Magi.
- Grancia di Cuna, una delle fattorie fortificate meglio conservate del Senese, fu costruita come centro di raccolta del grano e della produzione agricola necessaria al mantenimento dell'ospedale di Santa Maria della Scala di Siena.[2][3] Si presenta come un grande blocco quadrato con basamento fortificato a scarpa, con due torri angolari sul lato meridionale.[2] La casa padronale è stata ricostruita nel XVII secolo.[2]

## Infrastrutture e trasporti
La frazione era servita da una propria stazione ferroviaria, la fermata di Cuna, posizionata lungo la ferrovia Grosseto-Siena che collega i due capoluoghi toscani, in località More di Cuna.

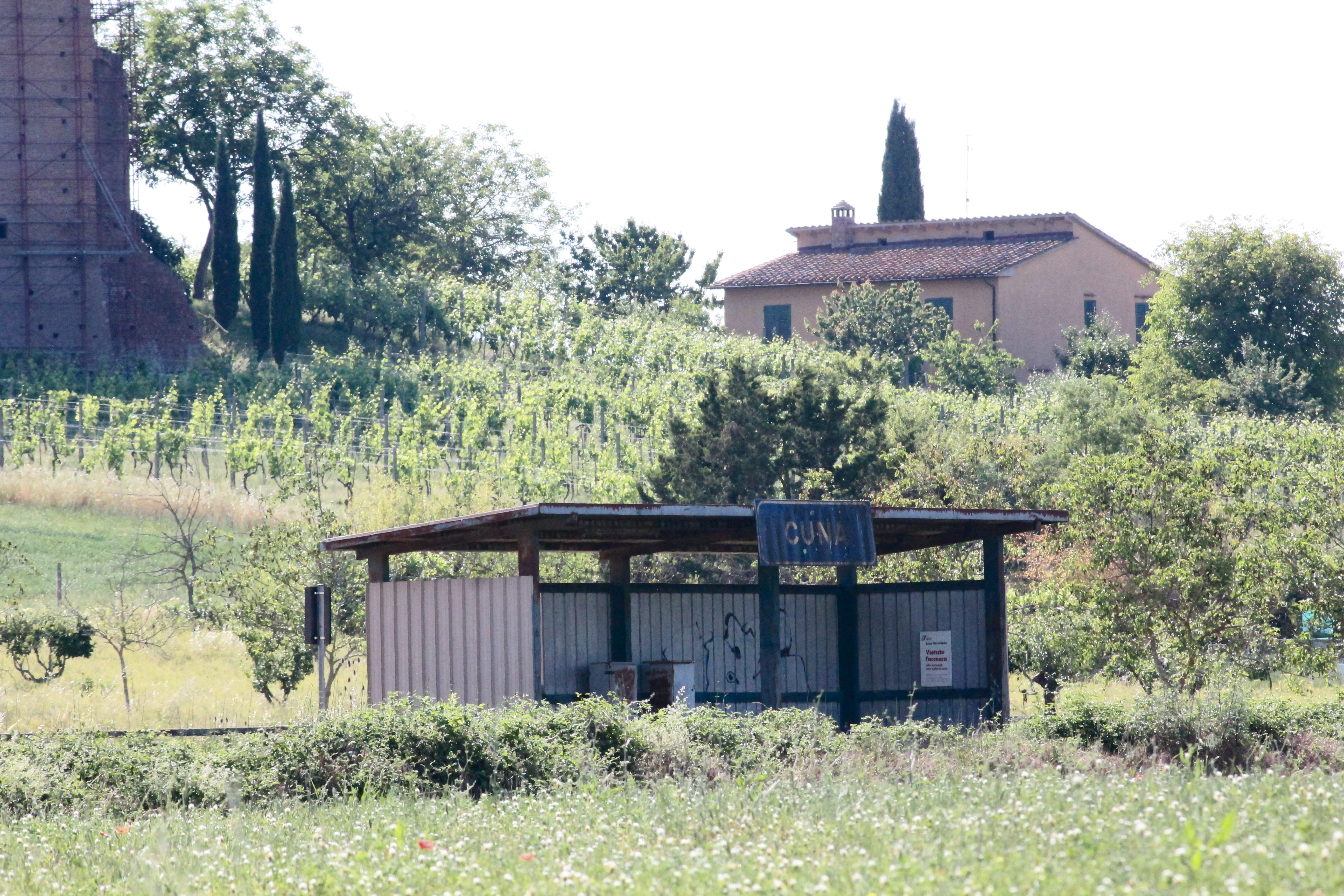
Veduta della fermata ferroviaria di Cuna